# Рахимбергенов, Дулатбек
Дулатбек Рахимбергенов (1910 год, с. Карсакпай, Российская империя — дата и место смерти неизвестны) — бригадир плавильного цеха Чимкентского свинцового завода, Герой Социалистического Труда (1961).

## Биография
С 1922 года трудился пастухом. В 1925 году работал на предприятиях цветной промышленности и на железной дороге. С 1933 года трудился на Чимкентском свинцовом заводе. Первоначально был рядовым рабочим, позднее был назначен бригадиром печи плавильного цеха.
Был удостоен в 1961 году звания Героя Социалистического Труда за выдающиеся заслуги в развитии цветной металлургии.
В 1963 году вышел на пенсию. Проживал в Чимкенте.

## Награды
- Герой Социалистического Труда — указом Президиума Верховного Совета СССР от 9 июня 1961 года;
- Орден Ленина (1961);
- Орден Трудового Красного Знамени;
- Медаль «За трудовую доблесть»;
- Медаль «За победу над Германией в Великой Отечественной войне 1941—1945 гг.»